# Cerro Largo FC
Cerro Largo Fútbol Club, är en uruguayansk fotbollsklubb från Melo, Cerro Largo. Klubben grundades 19 november 2002, och spelar sina hemmamatcher på Estadio Arquitecto Antonio Eleuterio Ubilla. Laget spelar i ett blå–vitt matchställ med vertikala ränder på tröjan. Cerro Largo debuterade i högstaligan säsongen 2008–09.